# Francisco Pires (football, 1931)
Pour les articles homonymes, voir Francisco Pires.
Francisco Pires, de son nom complet Francisco Torrão Pires, est un footballeur portugais né le 8 mars 1931. Il évoluait au poste de milieu de terrain.

## Biographie

### En club
Francisco Pires commence sa carrière sénior au FC Serpa en 1950,.
Après deux saisons avec Serpa, il rejoint le CF Belenenses en 1952,.
Avec Belenenses, il remporte la Coupe du Portugal en 1960,.
Pires raccroche les crampons après une dernière saison 1962-1963 avec le club lisboète,.
Il dispute un total de 168 matchs pour un but marqué en première division portugaise,.

### En équipe nationale
International portugais, il reçoit une unique sélection en équipe du Portugal le 1er mai 1957, il dispute un match de qualification pour la Coupe du monde 1958 contre l'Irlande du Nord (défaite 0-3 à Belfast).

## Palmarès
CF Belenenses
- Coupe du Portugal (1) :
  - Vainqueur : 1959-60.